# Fair Play (2014)
Fair Play é um filme de drama tcheco de 2014 dirigido e escrito por Andrea Sedláčková e Irena Hejdová. Foi selecionado como representante da República Tcheca à edição do Oscar 2015, organizada pela Academia de Artes e Ciências Cinematográficas.

## Elenco
- Vlastina Svátková - narrador
- Berenika Kohoutová - Anna (voz)
- Anna Geislerová - Irena
- Roman Luknár - Bohdan
- Judit Bárdos - Anna
- Eva Josefíková - Marina
- Michaela Pavlátová - mãe de Tomás
- Igor Bares - Novotný